# Sanctuar (Star Trek: Enterprise)
„Sanctuar” (titlu original: „Breaking the Ice”) este al optulea episod din primul sezon al serialului TV american științifico-fantastic Star Trek: Enterprise. A avut premiera la 7 noiembrie 2001.
Episodul a fost regizat de Terry Windell după un scenariu de Maria Jacquemetton și Andre Jacquemetton .

## Prezentare
Malcolm Reed și Travis Mayweather caută un minereu rar într-o cometă, în timp ce T'Pol se gândește dacă să accepte căsătoria cu Koss. 

## Actori ocazionali
- William Utay - Captain Vanik